# لاله گوش
بخش بیرونی و قابل رویت گوش یا دستگاه شنوایی در بسیاری از حیوانات یک ضمیمه طاق‌مانند به نام لاله گوش است. لاله گوش پرده‌ای از پوست و غضروف در آستانهٔ سوراخ بیرونی مجرای گوش خارجی است.
لاله گوش به وسیله عضلات و رباط‌هایی به استخوان گیجگاهی چسبیده‌است لاله گوش توسط پوست پوشیده شده‌است. دنباله این پوست مجرا و سطح خارجی پرده گوش را می‌پوشاند. لاله گوش دارای دو سطح (داخلی و خارجی) و یک کنار محیطی می‌باشد.
ماهیچه‌های لاله گوش عبارتند از ماهیچه‌های گوش قدامی، خلفی و فوقانی. ماهیچه‌های گوش قدامی و فوقانی از نیام کلاه‌خودی (galea aponeurotica) و ماهیچه گوش خلفی از زائده پستانکی (ماستوئید) شروع شده و همگی به لاله گوش ختم می‌شود.
این عضو در برخی جانداران مانند انسان ثابت است اما در بیشتر حیوانات، توانایی حرکت و چرخش دارد. لاله گوش دارای یک اسکلت غضروفی لیفی است و برای جمع کردن و هدایت امواج صوتی و تشخیص جهت صدا بکار می‌رود. در انسان لاله گوش بی‌حرکت است ولی تا اندازه‌ای جهت صوت را می‌تواند تشخیص دهد. در حیواناتی که لاله گوش وسیع تری دارند، امواج بیشتری دریافت می‌شود. لاله گوش امواج صوتی را به داخل سوراخ شنوایی خارجی متمرکز می‌کند. در بعضی از حیوانات، گوش‌ها می‌توانند مانند آنتن‌های رادار برای جستجوی اصوات حرکت کنند.
لاله گوش دارای یک سطح داخلی و یک سطح خارجی است. روی اسکلت آن را پوست خیلی نازکی پوشانده‌است که سخت به اسکلت اتصال دارد؛ بنابراین جایی برای بازشدن پوست وجود ندارد و آبسه‌های این ناحیه دردناک است (چون پوست آن به ویژه در جلو محکم به بافت زیر خود چسبیده و قابل جدا شدن نیست).
قسمت پایین لاله گوش، نرمه گوش است و اسکلت غضروفی ندارد.
لاله گوش ساختاری غضروفی دارد از این رو سوراخ کردن آن برای کاربردهای آرایشی آسان است.

## ساختار
قسمتی از لاله گوش که از بالا شروع می‌شود و پیچ می‌خورد و به پایین ادامه می‌یابد تا این که به نرمه می‌رسد، پیچه (یا حلزون helix) گوش نامیده می‌شود که در واقع همان کناره غضروفی لاله گوش است که روی آن را پوست پوشانده و محیط لاله گوش را دربرگرفته است.
در جلوی پیچه و موازی با آن قسمتی به نام درون‌پیچه (آنتی‌هلیکس) قرار دارد. بخش بالایی درون‌پیچه دو شاخه دارد که به ساق بالایی و پایینی موسومند. بین این دو ساق حفره مثلثی قرار دارد. زیر ساق تحتانی (پایینی) حفره کوچکی به نام پیاله صدفک (cymba concha) قرار دارد و در زیر این حفره، حفره بزرگ‌تری به نام صدفک (کونکا) قرار دارد. صدف گوش در واقع همان بخش مرکزی فرورفته لاله گوش است.
در جلوی حفره صدفی یک برآمدگی به نام زبانه (تراگوس) وجود دارد. در روبروی زبانه و در بالای نرمه گوش یک برآمدگی دیگر به نام زبانه بزرگ (آنتی‌تراگوس) وجود دارد.
بخش داخلی ساختمان لاله گوش به جز نرمه گوش از غضروف ارتجاعی تشکیل شده‌است. هم چنین شامل مقداری بافت عضلانی اصلی غیرقابل تمایز به همراه مقدار زیادی بافت عضلانی رفعی و با مبدأ خارجی می‌باشد. اگر چه آنها ساختارهای کمی در انسان‌ها هستند. اما این عضلات در بسیاری از حیوانات ضعیف تر که می‌توانند لاله گوش خود را به نسبت مکان منبع صوت بچرخانند زیادند. توجه کنید که لاله گوش شکلی نامتقارن دارد. برای مثال لاله گوش یک لبهٔ آویزان بازدارد که زاویهٔ آن دور از جمجمه در امتداد به سوی عقب قرار دارد بنابراین لاله گوش قسمت‌های فوقانی، خلفی و تحتانی سر را می‌پوشاند اما قسمت قدامی را نمی‌پوشاند. این قسمت به صورت آرایش پیچیده‌ای از برآمدگی‌ها و شیارهاست. محل ورود به کانال گوش به صورت یک فرورفتگی فنجانی‌شکلی به نام صدفک (concha) می‌باشد و اندکی به وسیله برآمدگی که به سمت عقب امتداد یافته پوشیده شده‌است که به این برآمدگی زبانه گوش می‌گویند. برآمدگی کناری و حاشیه‌ای که در امتداد محیط لاله گوش قرار دارد پیچه نامیده می‌شود. پیچه از فوقانی‌ترین قسمت لاله گوش شروع می‌شود و به سمت جلو و پایین امتداد می‌یابد و چرخش قلاب شکلی به سمت عقب برای ایجاد طاقی در بالای صدفک دارد که به عنوان پایه‌ای برای پیچه است. دوباره از بالاترین قسمت لاله گوش شروع می‌شود و در طی مسیری به سمت پایین و در امتداد محیط عقبی گوش حرکت می‌کند تا به نرمه گوش در پایین می‌رسد.
حفره زورقی یا فرورفتگی ناودان شکل، فرورفتگی درست در قسمت قدامی پیچه (helix) است که مسیر آن قسمت پایین و عقب لاله گوش می‌باشد. برآمدگی که در بخش پیشین حفره زورقی قرار دارد درون‌پیچه (antihelix) نامیده می‌شود. درون‌پیچه به صورت هم سو با پیچه امتداد می‌یابد و بخش بالایی آن را به دو بخش به نام ساق (crura) درون‌پیچه تقسیم می‌کند. این تقسیم شده درون‌پیچه به دو بخش، فرورفتگی به نام گودی سه‌گوش را ایجاد می‌نماید. اگر درون‌پیچه را به سمت پایین دنبال کنیم در بخش زیرین زبانه بزرگ (antitragus) را تشکیل می‌دهد که به صورت برآمدگی نقطه مانندی به سمت بالا است که در قسمت خلفی و تحتانی زبانه و قسمت فوقانی نرمه گوش قرار دارد. فضا یا زاویه‌ای که بین زبانه و زبانه بزرگ قرار دارد شیار میان‌زبانه‌ای (intertragic) نامیده می‌شود.